# 探險港 (夏威夷州)
探險港（英語：Discovery Harbour）是位於美國夏威夷州夏威夷縣的一個人口普查指定地區。

## 地理
探險港的座標為19°02′34″N 155°37′49″W / 19.04278°N 155.63028°W，而該地最高點為海拔高度338米（即1142英尺）。

## 人口
根據2010年美國人口普查的數據，探險港的面積為9.22平方千米，均為陸地。當地共有人口949人，而人口密度為每平方千米102人。